# Teatro Cívico (Schio)

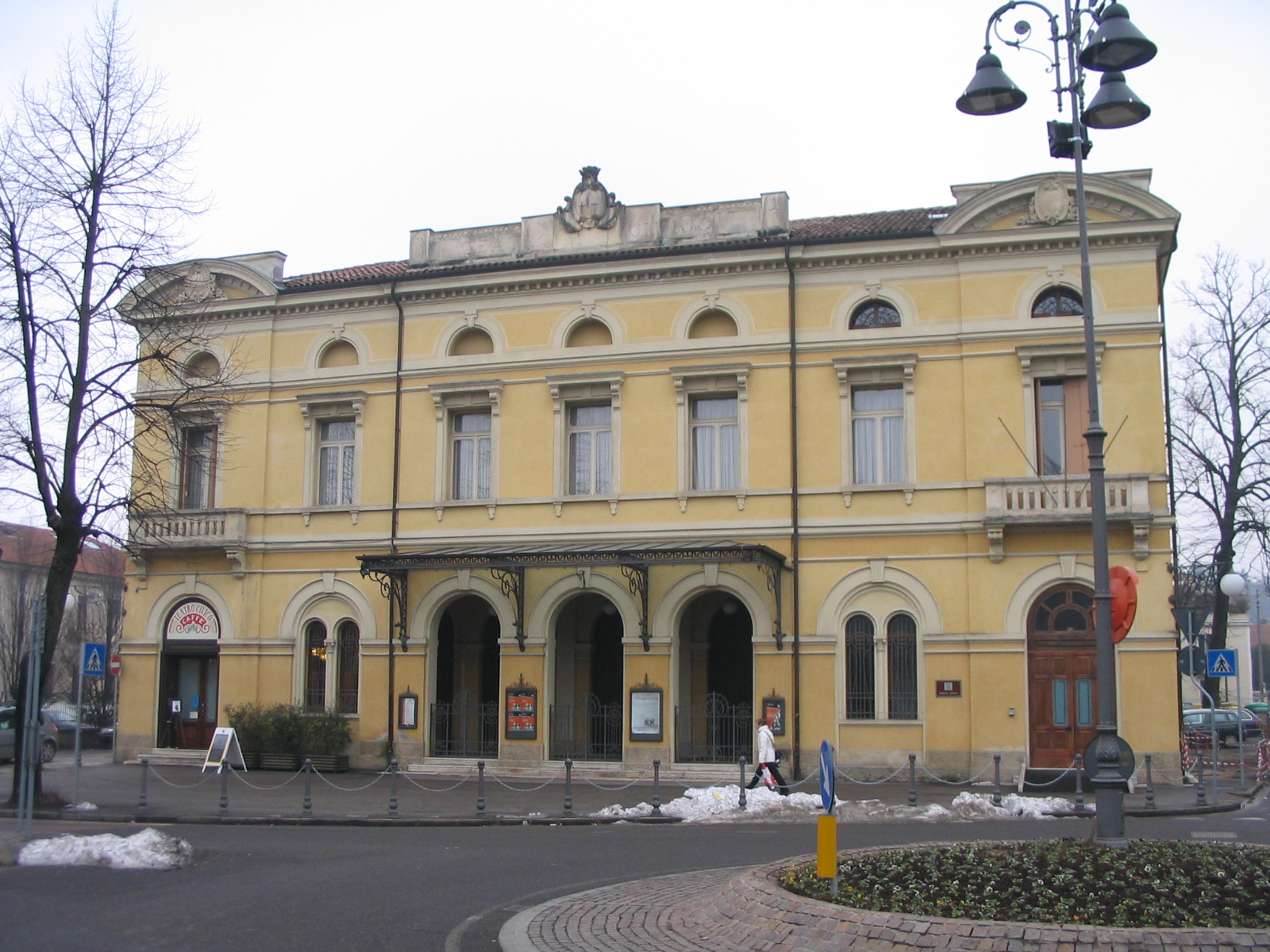
Teatro cívico de Schio

El Teatro Cívico es el principal teatro de la ciudad de Schio.

## Historia
La construcción de un nuevo teatro para los habitantes de Schio se hacía cada vez más urgente después los primeros años del siglo XIX, tras las campañas napoleónicas que restablecieron el orden público e inauguraron un periodo de tiempo de prosperidad a la ciudad. 
En la época eran pocos los teatros de la ciudad idóneos para la ópera lírica y con una relación ideal entre el aforo y acústica. Nacían los teatros Jacquard y Social, ambos en calle Pasubio, cerca de la Fábrica Alta. En poco tiempo también estas dos estructuras, tras un incremento demográfico se demostrarán inapropiadas.
El 8 de octubre de 1906 se constituía la “Cooperativa para el Teatro Nuevo” con la finalidad de recaudar fondos para erigir un nuevo teatro capaz de responder a las necesidades de la comunidad.
Durante el verano de 1908 empezaron los trabajos de construcción. 
La inauguración del teatro ocurre el 9 de junio de 1909.
Los años siguientes fueron marcados por una gran del teatro. En la posguerra, y hasta los años sesenta, fue destinado a cinematógrafo y a salón de baile.

## El edificio
El edificio está construido en estilo Liberty. El armazón de soporte es de hormigón, material que ha permitido permanecer intacto tras algunos incendios. La estructura interior tiene una forma de herradura y en su origen podía acoger 1500 personas, repartidas entre dos palcos, una cazuela y una platea. El teatro está dotado además de un reducto.

### El exterior
En la planta baja tres grandes arcadas, protegidas por una marquesina decorada por motivos floreales, conducen a un pequeño pórtico el cual sirve como primera entrada del teatro. La primera planta del edificio está acompasada por las numerosas ventanas rectangulares. 
La última planta presenta una serie de ventanillas con forma de arcos.
Encima hay una inscripción con el nombre del teatro y el escudo del ayuntamiento de Schio.

### El vestíbulo
Tres grandes puertas con forma de arco acceden a la espaciosa marquesina del teatro. Sobre la puerta central un altorrelieve obra de Carlos Lorenzetti representa la imagen de dos puttos representantes el canto y la música y una máscara  que simboliza el teatro. El techo está adornado a artesón. A los lados de la sala dos escalinates en mármol de Chiampo tienen acceso al reducto del teatro que está arriba. 

### El reducto
El reducto, un gran salón de unos 20 metros de longitud y 10 de anchura e iluminado por una serie de amplias ventanas, presenta un piso de madera y grandes arañas en estilo Bohemia las cuales penden del cielorraso. 

## El proyecto de reurbanizacion
En 1993 por iniciativa de la administración municipal fue instituida la “Fundación Teatro Cívico” con la finalidad de promover la restauración de la estructura teatral. La misma Fundación se ocupa también de la organización de la temporada teatral ciudadana a partir de 1994.
Entre 1994 y 1997 fue restaurada la fachada del teatro, el reducto, el foyer y las escalinatas de acceso al reducto.
A partir de 2004 empezó el proyecto para la recuperación y la restauración completa del Teatro Cívico. 
En el invierno del 2009, tras  las operaciones de importancia arquitectónica, fue presentado el proyecto ejecutivo a los habitantes por medio de una exhibición "Lottouno". Este último prevé un saneamiento conservativo paralelamente a la inclusión de algunos dispositivos tecnológicos para mejoras funcionales (como el estibio cargo-descargo situado en la Plaza Teatro Cívico) y para asegurar la máxima flexibilidad de uso (como un escenario móvil y un enrejado). Hay que subrayar que la restauración del teatro no tiende a restituir un teatro puesto "a nuevo", más bien volver utilizable un teatro con todas las señales del tiempo y de las incurias todavía visibles.

## Otros proyectos
- Wikimedia Commons contiene immagini o altri file su Teatro civico